# Obcy głos
Obcy głos / Cudzy głos (ros. Чужой голос, Czużoj gołos) – radziecki film animowany z 1949 roku w reżyserii Iwana Iwanow-Wano.
Film wchodzi w skład serii płyt DVD Animowana propaganda radziecka (cz. 1: Amerykańscy Imperialiści).

## Fabuła
Wszystkie ptaki słuchają z podziwem śpiewu słowika. Nagle koncert zakłóca sroka, która dopiero co przyleciała zza granicy. Zarozumiały ptak uważa, iż słowicze trele nie są już modne, dlatego też postanawia zorganizować własne show, aby pokazać wszystkim, co jest obecnie popularne zagranicą. Ptaki jednak jednogłośnie ją wygwizdują nie chcąc słuchać światowych nowinek.

## Animatorzy
Boris Butakow, I. Stariuk, Ałła Sołowjewa, Nadieżda Priwałowa, Tatjana Fiodorowa, Wiaczesław Kotionoczkin, Faina Jepifanowa, A. Siedow, Lidija Riezcowa, Aleksandr Bielakow

## Przesłanie
Zapatrzona w Zachód sroka pragnie wprowadzić do śpiewu ptaków jazz, ale przywiązane do tradycji ptaki odrzucają jej zamiary broniąc przy tym tradycyjnej sztuki śpiewania.

Na liście wrogów pokazanych w tym filmie propagandowym znalazł się jazz jako wyklęta muzyka Zachodu, którą po powrocie z USA usiłuje śpiewać sroka.
Po drugiej wojnie światowej walka o ideały i styl życia dotyczyła nie tylko kwestii militarnych, społecznych i gospodarczych, ale również kultury i rozrywki. Film pokazuje, iż po „tamtej” stronie żelaznej kurtyny wszystko jest złem, nawet sama muzyka.

## Wersja polska
W Polsce istnieją dwie wersje: Obcy głos (wersja z dubbingiem) i Cudzy głos (wersja z lektorem).

### Dubbing
- Obcy głos – wersja z dubbingiem wydana na VHS w 2002 roku z serii Bajki rosyjskie (odc. 2).

Opracowanie: Telewizyjne Studia Dźwięku – Warszawa

Reżyseria: Stanisław Pieniak

Teksty piosenek i wierszy: Andrzej Brzeski

Opracowanie muzyczne:
- Janusz Tylman,
- Eugeniusz Majchrzak

Dźwięk:
- Robert Mościcki,
- Jan Jakub Milęcki

Montaż: Jolanta Nowaczewska

Kierownictwo produkcji: Krystyna Dynarowska

Wystąpili:
- Beata Jankowska – sroka
- Cynthia Kaszyńska –
  - dzwoniec,
  - jeden z narzekających ptaków
- Katarzyna Kwiatkowska –
  - gil,
  - wrona
- Janusz Bukowski – głuszec
- Włodzimierz Press jako narrator

Lektor: Krzysztof Strużycki

### Lektor
- Cudzy głos – wersja z lektorem wydana na DVD w 2007 roku z serii Filmy animowane sowieckiej propagandy[5].